# قسومية

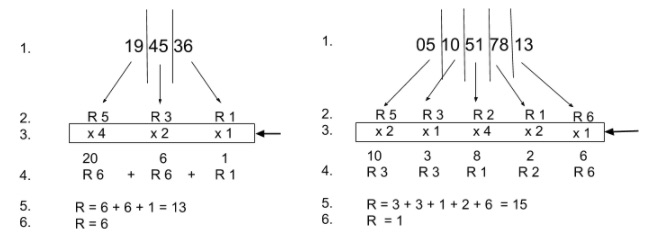
مثال توضيحي على قابيليه القسمة على العدد 7

القسومية أو قابلية القسمة  لأي عددين صحيحين b و a، نقول أن a يقبل القسمة على b إذا أمكن كتابة a = bc، حيث c عدد صحيح. أي أن ناتج قسمة a على b يكون عددا صحيحا بدون باق. حيث باقي القسمة يساوي صفر، وتكتب b|a وتقرأ b يقسم a.

## قواعد قابلية القسمة
هناك عدة قواعد لمعرفة قابلية القسمة لبعض الأعداد فمثلا:
- 1 : كل الأعداد الصحيحة تقبل القسمة على 1.
- 2 : كل عدد رقم الآحاد فيه زوجي (0,2,4,6,8) يقبل القسمة على 2. أمثلة : 34|2 لأن رقم الأحاد في 34 هو 4 وهو زوجي، وكذلك في الأعداد 46 و 98 و 1020 وغيرها.
- 3 : إذا كان مجموع الأرقام المكونة لعدد ما يقبل القسمة على 3 فإن هذا العدد يقبل القسمة على 3. أمثلة : 75|3 لأن 7+5|3 وكذلك في الأعداد 603 و 4506 و 9630.

| المقسوم عليه | شرط قابلية القسمة | أمثلة |
| ------------ | --- | --- |
| 1            | لا يوجد شرط. | كل الأعداد الصحيحة تقبل القسمة على 1. |
| 2            | رقم الآحاد يكون زوجيا (0،2،4،6،8).                                                                                       | 294 يقبل القسمة على 2 لأن رقم الآحاد في العدد 294 هو "4" وهو زوجي.                                                                                                  |
| 3            | مجموع الأرقام المكونة للعدد يقبل القسمة على 3.                                                                           | 3، لأن 4 + 0 + 5 = 9 والتي تقبل القسمة على 3. 16,499,205,854,376\|3، لأن 1+6+4+9+9+2+0+5+8+5+4+3+7+6 =69 التي تقبل القسمة على 3.                                    |
| 3            | اطرح كمية الأرقام 2 و 5 و 8 في العدد من كمية الأرقام 1 و 4 و 7 في العدد.                                                 | باستعمال المثال أعلاه: 16,499,205,854,376 له أربع أرقام 1 و 4 و 7; أربع أرقام 2 و 5 و 8; ∴ بما أن 4 − 4 = 0 هو مضاعف 3, العدد 16,499,205,854,376 قابل للقسمة على 3. |
| 4            | العدد المكون من الآحاد والعشرات يقبل القسمة على 4.                                                                       | 40832: لأن 32 يقبل القسمة على 4. |
| 4            | إذا كان رقم العشرات عددا زوجيا, ورقم الوحدات هو 0 أو 4 أو 8. إذا كان رقم العشرات عددا فرديا, ورقم الوحدات هو 2 أو 6.     | 40832: 3 هو عدد فردي, والرقم الأخير هو 2. |
| 4            | ضعف رقم العشرات, زائد رقم الوحدات.                                                                                       | 40832: 2 × 3 + 2 = 8, الذي هو قابل للقسمة على 4. |
| 5            | رقم الآحاد يكون 0 أو 5.                                                                                                  | 495: لأن رقم الآحاد 5. |
| 6            | يحقق شرطي القسمة على 2 و 3 معا.                                                                                          | 1,458: لأن 1 + 4 + 5 + 8 = 18, وبالتالي يقبل القسمة على 3، كما أن رقم الآحاد زوجي فهو يقبل القسمة على 2 أيضا.                                                       |
| 7            | شكل الجمع الإبدالي (+ - + -...) للمجموعات من ثلاث خانات من اليمين إلى اليسار.                                            | 1,369,851: 851 - 369 + 1 == 483 == 7 × 69 |
| 7            | اطرح ضعف الرقم الأخير من الباقي. (لأن 21 قابل للقسمة على 7.)                                                             | 483: 48 - (3 × 2) == 42 == 7 × 6. |
| 7            | أو، أضف 5 مرات الرقم الأخير إلى إلى. (لأن 49 قابل للقسمة على 7.)                                                         | 483: 48 + (3 × 5) == 63 == 7 × 9. |
| 7            | أو، أضف 3 مرات الرقم الأول إلى التالي. (تعمل لأن 10a + b - 7a = 3a + b - الرقم الأخير لها نفس الباقي)                    | 483: 4×3 + 8 == 20 الباقي6, 6×3 + 3 == 21. |
| 8            | إذا كان رقم المئات عددا زوجيا, انظر إلى العدد المكون من الرقمين الأخيرين.                                                | 624: 24. |
| 8            | إذا كان رقم المئات عددا فرديا, انظر إلى العدد المكون من الرقمين الأخيرين زائد 4.                                         | 352: 52 + 4 = 56. |
| 8            | أضف الرقم الأخير إلى ضعف العدد المكون من باقي الأرقام.                                                                   | 56: (5 × 2) + 6 = 16. |
| 8            | انظر إلى العدد المكون من الأرقام الثلاثة الأخيرة                                                                         | 34152: انظر إلى قابلية قسمة 152 فقط: 19 × 8 |
| 8            | أضف أربع مرات رقم المئات إلى ضعف رقم العشرات إلى رقم الوحدات.                                                            | 34152: 4 × 1 + 5 × 2 + 2 = 16 |
| 9            | مجموع الأرقام المكونة للعدد يقبل القسمة على 9.                                                                           | 2,880: 2 + 8 + 8 + 0 == 18: 1 + 8 == 9. |
| 10           | الرقم الأخير هو 0. | 130: الرقم الأخير هو 0. |
| 11           | حاصل طرح مجموع أرقام خاناتها الزوجية من مجموع أرقام خاناتها الفردية يقبل القسمة على 11.                                  | 918,082: 9 - 1 + 8 - 0 + 8 - 2 = 22. |
| 11           | أضف الأعداد المكونة من رقمين اثنين أخذت مثنى مثنى من اليمين إلى اليسار.                                                  | 627: 6 + 27 = 33. |
| 11           | اطرح الرقم الأخير من العدد المكون من باقي الأرقام.                                                                       | 627: 62 - 7 = 55. |
| 12           | هو قابل للقسمة على 3 وعلى 4.                                                                                             | 324: هو قابل للقسمة على 3 وعلى 4. |
| 12           | اطرح الرقم الأخير من ضعف العدد المكون من باقي الأرقام.                                                                   | 324: 32 × 2 − 4 = 60. |
| 13           | شكل الجمع الإبدالي (+ - + -...) للمجموعات من ثلاث خانات من اليمين إلى اليسار.                                            | 2,911,272: -2 + 911 - 272 = 637 |
| 13           | أضف 4 مرات الرقم الأخير إلى العدد المكون من باقي الأرقام.                                                                | 637: 63 + 7 × 4 == 91, 9 + 1 × 4 == 13. |
| 14           | هو قابل للقسمة على 2 وعلى 7.                                                                                             | 224: هو قابل للقسمة على 2 وعلى 7. |
| 14           | أضف العدد المكون من الرقمين الأخيرين إلى ضعف العدد المكون من الأرقام الباقية. النتيجة ينبغي أن تكون قابلة للقسمة على 14. | 364: 3 × 2 + 64 = 70. |
| 15           | هو قابل للقسمة على 3 وعلى 5.                                                                                             | 390: هو قابل للقسمة على 3 وعلى 5. |
| 16           | إذا كان رقم الآلاف عددا زوجيا, انظر إلى العدد المكون من الأرقام الثلاثة الأخيرة.                                         | 254,176: 176. |
| 16           | إذا كان رقم الآلاف عددا فرديا, انظر إلى العدد المكون من الأرقام الثلاثة الأخيرة زائد 8.                                  | 3,408: 408 + 8 = 416. |
| 16           | أضف العدد المكون من الرقمين الأخيرين إلى أربع مرات العدد المكون من باقي الأرقام.                                         | 176: 1 × 4 + 76 == 80. 1168: 11 × 4 + 68 == 112. |
| 16           | انظر إلى العدد المكون من الأرقام الأربعة الأخيرة.                                                                        | 157,648: 7,648=428 × 16. |
| 17           | اطرح خمس مرات الرقم الأخير من العدد المكون من باقي الأرقام.                                                              | 221: 22 - 1 × 5 = 17. |
| 18           | هو قابل للقسمة على 2 وعلى 9.                                                                                             | 342: هو قابل للقسمة على 2 وعلى 9. |
| 19           | أضف ضعف الرقم الأخير للعدد المكون من باقي الأرقام.                                                                       | 437: 43 + 7 × 2 = 57. |
| 20           | هو قابل للقسمة على 10, ورقم العشرات هو عدد زوجي.                                                                         | 360: قابل للقسمة على 10, و 6 عدد زوجي. |
| 20           | إذا كان العدد المكون من الرقمين الأخيرين من العدد قابلا للقسمة على 20.                                                   | 480: 80 قابل للقسمة على 20. |